# Norton Nortonette
De Nortonette was een lichte motorfiets die het Britse merk Norton produceerde van 1908 tot 1910.
Norton was in 1902 begonnen met de productie van motorfietsen onder de eigen merknaam, de Norton Energette, in feite een in licentie gebouwde Franse Clément. Het was in die tijd voor Britse merken heel gebruikelijk om inbouwmotoren uit het buitenland te gebruiken, want de beperkte maximum snelheden in het VK maakten het ontwikkelen van eigen motoren zinloos en dus onnodig duur. Na 1905 begon men mondjesmaat eigen motoren te ontwikkelen en dat deed Norton ook, onder meer met het Norton 3½ HP Model en de Norton Big Four.
De Nortonette kreeg ook een eigen motorblok, een kleine tweetaktmotor die 2 pk leverde en die net als de Energette als damesmotorfiets verkocht werd. De machine werd echter geen succes en verdween al snel van de markt. Daardoor is er ook maar weinig over bekend.